# Planodes annamensis
Planodes annamensis là một loài bọ cánh cứng trong họ Cerambycidae.